# Damernas 71 kg i tyngdlyftning vid olympiska sommarspelen 2024
Damernas tyngdlyftning i 71-kilosklassen vid olympiska sommarspelen 2024 hölls den 9 augusti 2024 i Paris Expo Porte de Versailles i Paris i Frankrike.

## Rekord
Innan tävlingens start gällde följande rekord.
| Världsrekord     | Ryck   | Angie Palacios (ECU) | 121 kg | Havanna, Kuba        | 14 juni 2023      |  |
| Världsrekord     | Stöt   | Song Kuk-hyang (PRK) | 154 kg | Tasjkent, Uzbekistan | 7 februari 2024   |  |
| Världsrekord     | Totalt | Liao Guifang (CHN)   | 273 kg | Riyadh, Saudiarabien | 13 september 2023 |  |
|                  |        |                      |        |                      |                   |  |
| Olympiska rekord | Ryck   | Olympisk standard    | 115 kg | —                    |                   |  |
| Olympiska rekord | Stöt   | Olympisk standard    | 148 kg | —                    |                   |  |
| Olympiska rekord | Totalt | Olympisk standard    | 265 kg | —                    |                   |  |

Följande nya rekord noterades under tävlingen:
| Gren | Idrottare            | Rekord | Typ av rekord |
| ---- | -------------------- | ------ | ------------- |
| Ryck | Angie Palacios (ECU) | 116 kg | 0OR0          |
| Ryck | Olivia Reeves (USA)  | 117 kg | 0OR0          |

## Resultat
| Placering | Idrottare          | Nation                          | Ryck (kg) | Ryck (kg) | Ryck (kg) | Ryck (kg) | Stöt (kg) | Stöt (kg) | Stöt (kg) | Stöt (kg) | Totalt |
| Placering | Idrottare          | Nation                          | 1         | 2         | 3         | Resultat  | 1         | 2         | 3         | Resultat  | Totalt |
| --------- | ------------------ | ------------------------------- | --------- | --------- | --------- | --------- | --------- | --------- | --------- | --------- | ------ |
| 1         | Olivia Reeves      | USA                             | 112       | 115       | 117       | 117 0OR0  | 140       | 145       | 150       | 145       | 262    |
| 2         | Mari Sánchez       | Colombia                        | 108       | 112       | 112       | 112       | 135       | 140       | 145       | 145       | 257    |
| 3         | Angie Palacios     | Ecuador                         | 110       | 114       | 116       | 116       | 135       | 138       | 140       | 140       | 256    |
| 4         | Siuzanna Valodzka  | Individuella neutrala idrottare | 108       | 111       | 113       | 111       | 135       | 140       | 142       | 135       | 246    |
| 5         | Marie Fegue        | Frankrike                       | 110       | 110       | 114       | 110       | 132       | 133       | 138       | 133       | 243    |
| 6         | Chen Wen-huei      | Kinesiska Taipei                | 102       | 103       | 106       | 103       | 133       | 139       | 140       | 133       | 236    |
| 7         | Joy Ogbonne Eze    | Nigeria                         | 95        | 101       | 105       | 101       | 120       | 127       | 131       | 131       | 232    |
| 8         | Amanda Schott      | Brasilien                       | 100       | 104       | 106       | 106       | 117       | 123       | 131       | 123       | 229    |
| 9         | Neama Said         | Egypten                         | 97        | 101       | 102       | 97        | 120       | 125       | —         | 125       | 222    |
| 10        | Jacqueline Nichele | Australien                      | 90        | 94        | 98        | 94        | 115       | 120       | 120       | 115       | 209    |
| —         | Loredana Toma      | Rumänien                        | 111       | 115       | 117       | 115       | 131       | 133       | 134       | —         | 0DNF0  |
| —         | Vanessa Sarno      | Filippinerna                    | 100       | 100       | 100       | —         | —         | —         | —         | —         | 0DNF0  |